# Шиповецкий сельский совет
Шиповецкий сельский совет (укр. Шипівецька сільська рада) — входит в состав
Залещицкого района
Тернопольской области
Украины.
Административный центр сельского совета находится в 
с. Шиповцы.

## Населённые пункты совета
- с. Шиповцы